# Mundos
Mundos es una banda ecuatoriana proveniente de Quito. Es un proyecto acústico y también gráfico. Fundado en 2013. Su primer disco  Núcleos Activos Imaginarios del cual se desencadena temas como Sombras, Mantarraya y Gorriones es considerado uno de los mejores álbumes de los últimos años en la escena local.

## Historia
La historia de Mundos comienza en 2013, cuando Roger Ycaza y Denisse Santos dos íconos de la escena independiente quiteña deciden unirse y crear un proyecto. Alejándose de sus antiguas referencias musicales crean Mundos, proyecto en el cual se plasman todas sus vivencias y caminos transitados en estos últimos años. Con el pasar del tiempo se van uniendo nuevos colaboradores que le dieron más presencia en vivo. Fránz Cordova (bajo), Andrés Caicedo (batería), Mario Porras (violín) y José Fabara (trombón).

### Noviembre 2013:Núcleos activos imaginarios
En el año 2013, sale a la venta su álbum debut Núcleos activos imaginarios, el cual lo primero que llama la atención es el formato de su presentación. Una especie de libro que en el interior recita ilustraciones de seres surreales. Está idea nos indica el esfuerzo ambicioso del Hazlo tú mismo.
En el disco desde la primera canción Átomos hasta la última Gorriones se puede apreciar los arreglos y la orquestación, la cual fue grabada al unísono y no como se acostumbra por separado.

## Núcleos Activos Imaginarios
- Álbum

| Año  | Nombre de la canción |
| ---- | -------------------- |
| 2013 | Átomos               |
| 2013 | Oruga                |
| 2013 | Artemia              |
| 2013 | Luciérnagas          |
| 2013 | Nopal                |
| 2013 | Mantis               |
| 2013 | Mantarraya           |
| 2013 | Métrikas             |
| 2013 | Sombras              |
| 2009 | Cuervos              |
| 2013 | Nocturna             |
| 2013 | Gorriones            |

“

“Escuchar a Mundos es ponerle play a “Cuervos” y escuchar cómo cada nota baja por las líneas dibujadas en el papel. Desde los lentes de un hombre con corbata pequeña, pasando por su dedo que acaricia a un bebé y hasta llegar a una mujer. Abajo, como en una segunda fila, están dos niños, él lleva una escopeta y ella una muñeca que llora. Finalmente, al lado supremo derecho está la mascota. Todo este retrato familiar no está musicalizado, va acompañado de música y viceversa.”. (Ana María López Jijón)

## Natural
Natural fue la canción con la que se dieron a conocer alrededor del Ecuador, debido a que contaron con la ayuda de Epicentro Arte (discográfica). 

“Cada dolor pasará, No nos podemos soltar, lo siento tan natural! No puedo evitar lo que esta canción me hace sentir desde la primera vez!! Gracias Mundos por su música!! Siempre!!”. (Amanda Vizén)

## Festivales
- Festival Cultur'Elles (marzo de 2014)
- GRito Rock (abril de 2014)
- 4.º Aniversario de Radio Cocoa (junio de 2014)
- El Carpazo (abril de 2015)
- Quitofest (septiembre de 2015)